# Randolph (Utah)
Randolph er en amerikansk by og administrativt centrum for det amerikanske county Rich County, i staten Utah. I 2000 havde byen et indbyggertal på 483.
41°39′52″N 111°11′00″V / 41.6644°N 111.1833°V